# Typha joannis
Typha joannis là một loài thực vật có hoa trong họ Typhaceae. Loài này được Mavrodiev mô tả khoa học đầu tiên năm 2001.